# Namgyal Institute of Tibetology

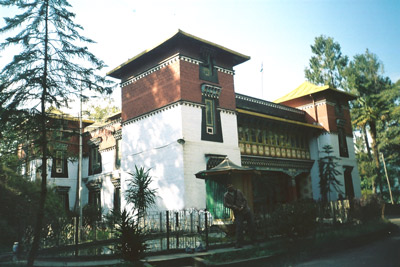
Namgyal Research Institute

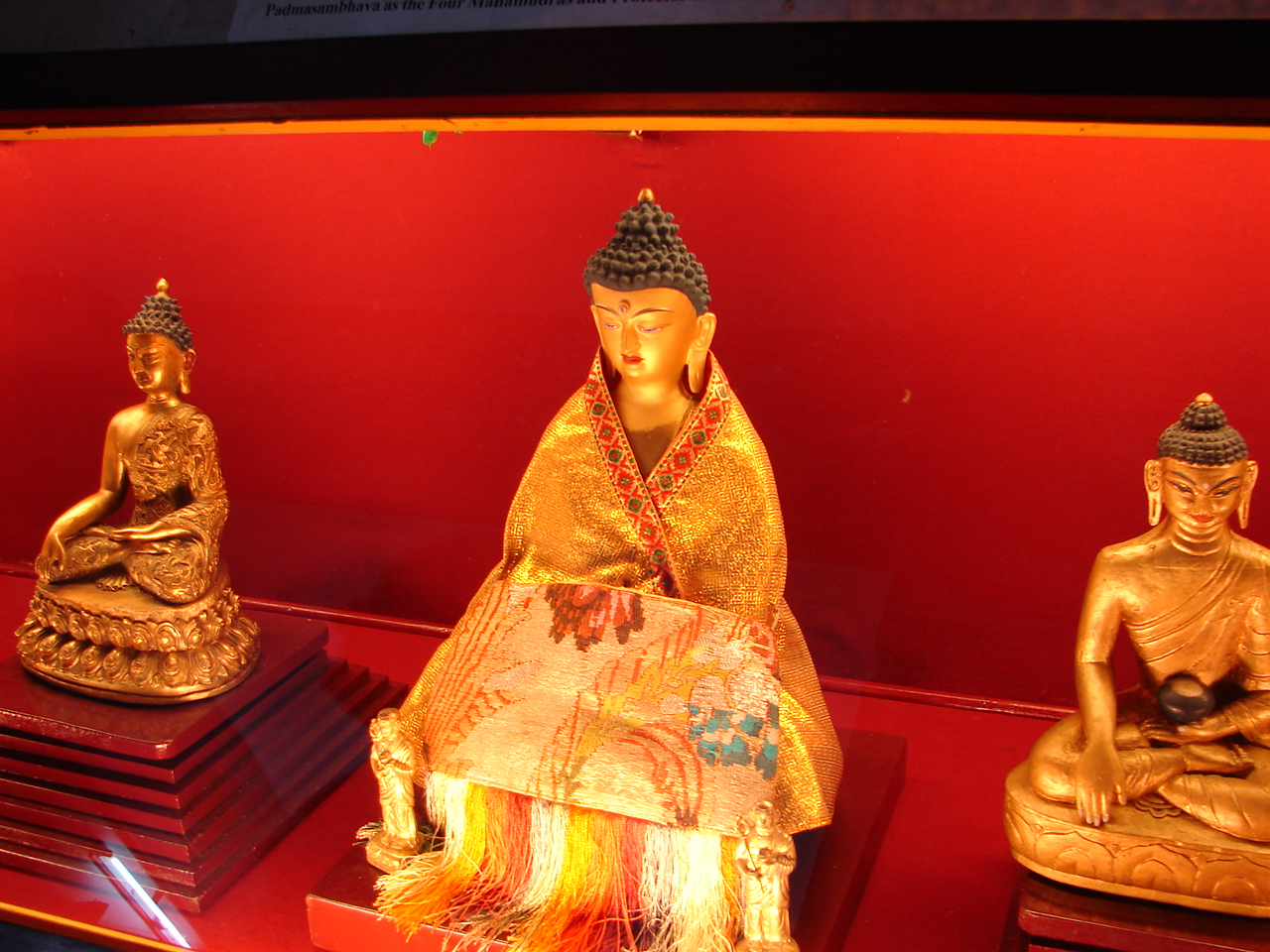
Buddha-Statue im Tibet Museum.

Namgyal Institute of Tibetology (NIT, Tibetology Museum) ist ein Tibet-Museum in Gangtok, Sikkim, Indien. Das Institut ist nach dem 11. Chogyal (Monarch) von Sikkim, Sir Tashi Namgyal benannt. Das Institut beschäftigt Forscher und unterhält Forschungsprogramme, unter anderem ein Projekt, in welchem Dokumente zur Sozialgeschichte von Sikkims etwa 60 Klöstern aufgearbeitet und digital gespeichert werden. In einem weiteren Projekt sollen alte und wertvolle Photographien von Sikkim digitalisiert und dokumentiert werden. Khempo Dhazar war Vorsteher des Sheda, einer Nyingma-Schule, die an das Institut angeschlossen ist.

## Geschichte
Der Grundstein für das Museum wurde am 10. Februar 1957 vom 14. Dalai Lama gelegt. Am 1. Oktober 1958 eröffnete Pandit Jawaharlal Nehru, der damalige Premierminister Indiens, das Sikkim Research Institute of Tibetology. Tashi Namgyal, der damalige Chogyal-Maharaja of Sikkim, benannte es um in „Namgyal Research Institute of Tibetology“.

## Veröffentlichungen
Das akademische Journal Bulletin of Tibetology wird vom Namgyal Institute of Tibetology veröffentlicht.